# カスコ・ビエホ (ビルバオ)
カスコ・ビエホ地区（スペイン語: Casco Viejo、正式名称はバスク語の アルデ・サアラ（Alde Zaharra）、両名称とも「旧市街」の意）は、スペイン・バスク州ビスカヤ県ビルバオ市内にあるもっとも古い地区で、ビルバオの起源となった地区である。別名としてスペイン語ではラス・シエテ・カジェス（Las Siete Calles）、バスク語では サスピカレアク と(Zazpi Kaleak)も呼ばれる（ともに、「7本の通り」の意）。

## 構造

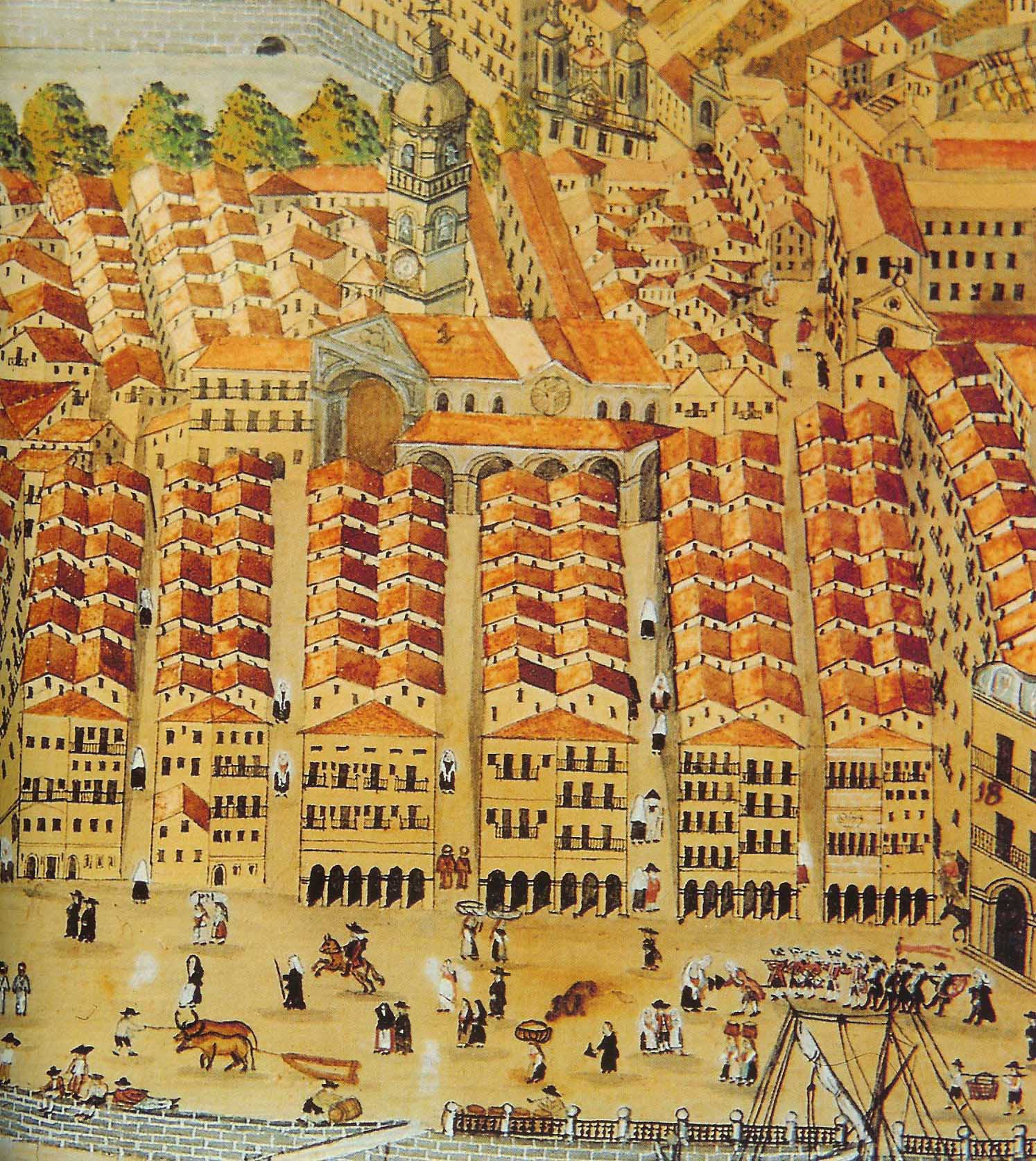
18世紀のカスコ・ビエホの絵図

1300年に建設されたビルバオの旧市街であり、今日でも中世風の趣を残している。当初は3本の通りしかなかったが、15世紀にはさらに4本の通りが建設され、通りは細い路地で結ばれた。8本目のロンダは城壁の外にあり、城壁付近を警備するために使用された。何度かの洪水と1569年の大火事を経験し、1571年には街の拡張を行うために城壁が取り壊された。
通りはそれぞれソメラ（上）、アルテカレ（中通り）、テンデリア（店主）、ベロスティカレ、カルニセリア・ビエハ（古い肉屋）、バレンカレ（下通り）、バレンカレ・バレナ（最下通り）と呼ばれた。城壁が取り壊された後にはベリア広場（新広場）、サンタ・マリア通り（聖マリア通り）、ビデバリエタ通り（新通り）、コレオ通り（郵便局通り）、アスカオ通りなどが建設された。今日のカスコ・ビエホ街区にはリベラ通り（河岸通り）、アレナル公園（砂場公園）、エスペランサ通り（希望通り）などが存在する。

## 観光
今日のカスコ・ビエホはビルバオでもっとも華やかな場所のひとつであり、多くのショップやバル、歴史的宗教建築物（サン・アントン教会、サントス・フアネス教会、ビルバオ大聖堂、サン・ニコラス教会）がある。リベラ市場はヨーロッパ最大級の食品小売市場である。アリアーガ劇場、エウスカルツァインディア（バスク語アカデミー）、神学校を改装して開館したバスク博物館、ペロータ・バレンシアーナ場、図書館なども存在する。旧市街の大部分は日中のみ歩行者専用道路となる。
カスコ・ビエホは行政区としてはイバイオンド区にあり、ビルバオの中心駅であるビルバオ＝アバンド駅からはネルビオン川を挟んだ対岸にある。ビルバオ＝アチュリ駅からも徒歩圏内である。市内他所とはメトロ・ビルバオ、ビルバオ・トラム、バスなどで結ばれており、メトロではカスコ・ビエホ駅が最寄り駅である。

## ギャラリー

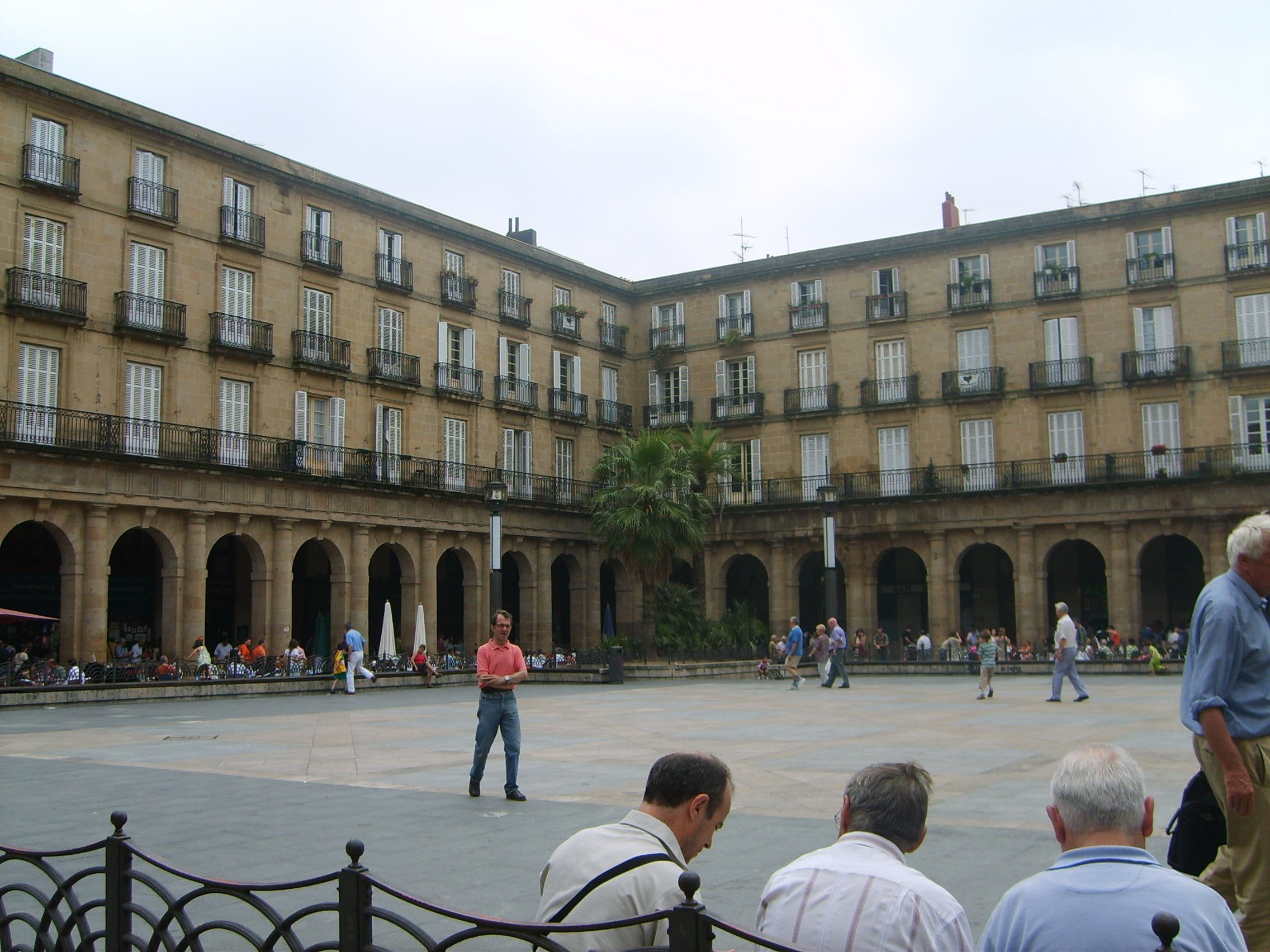
ヌエバ広場
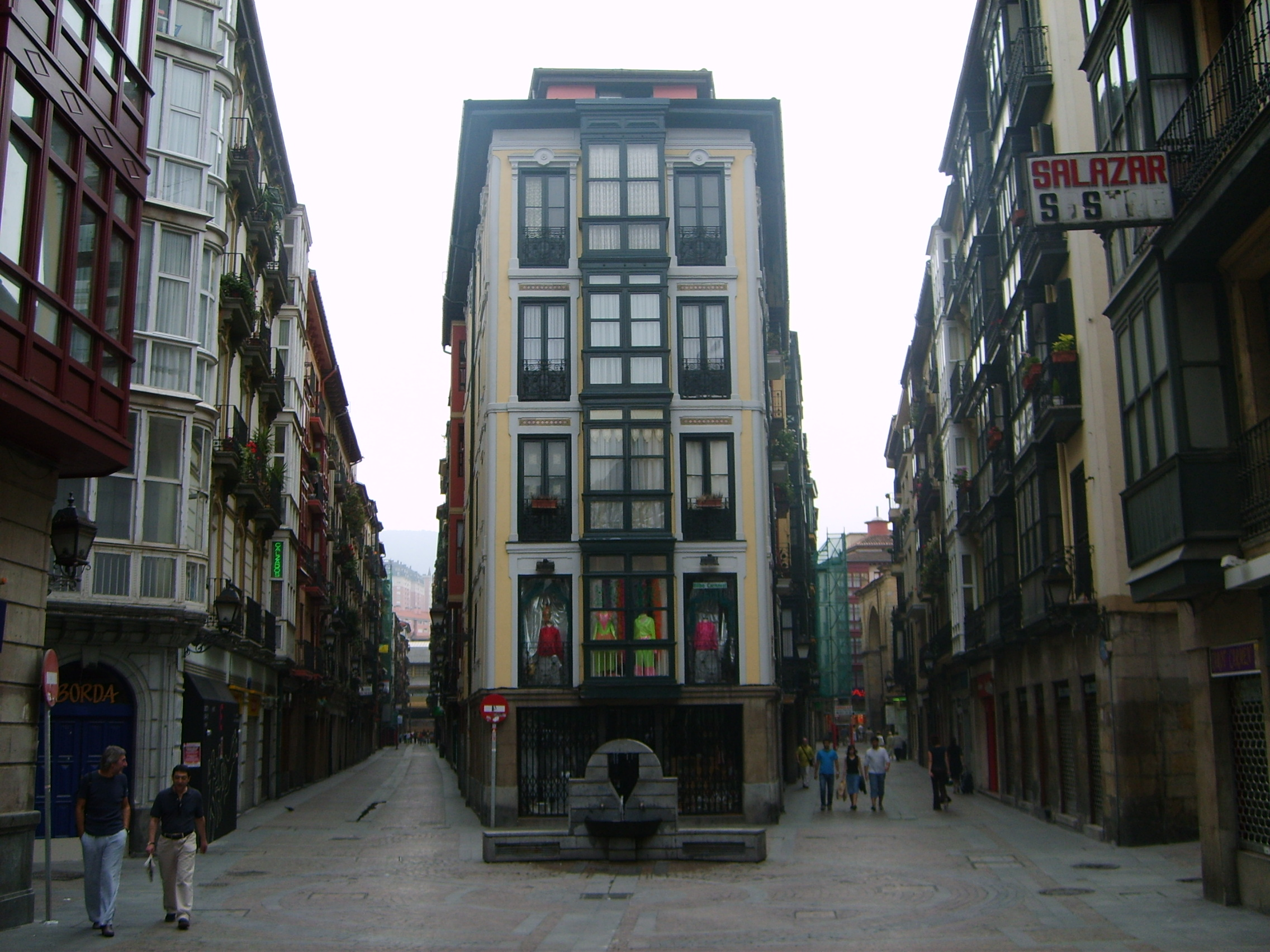
ポルタル・デ・サムディオ
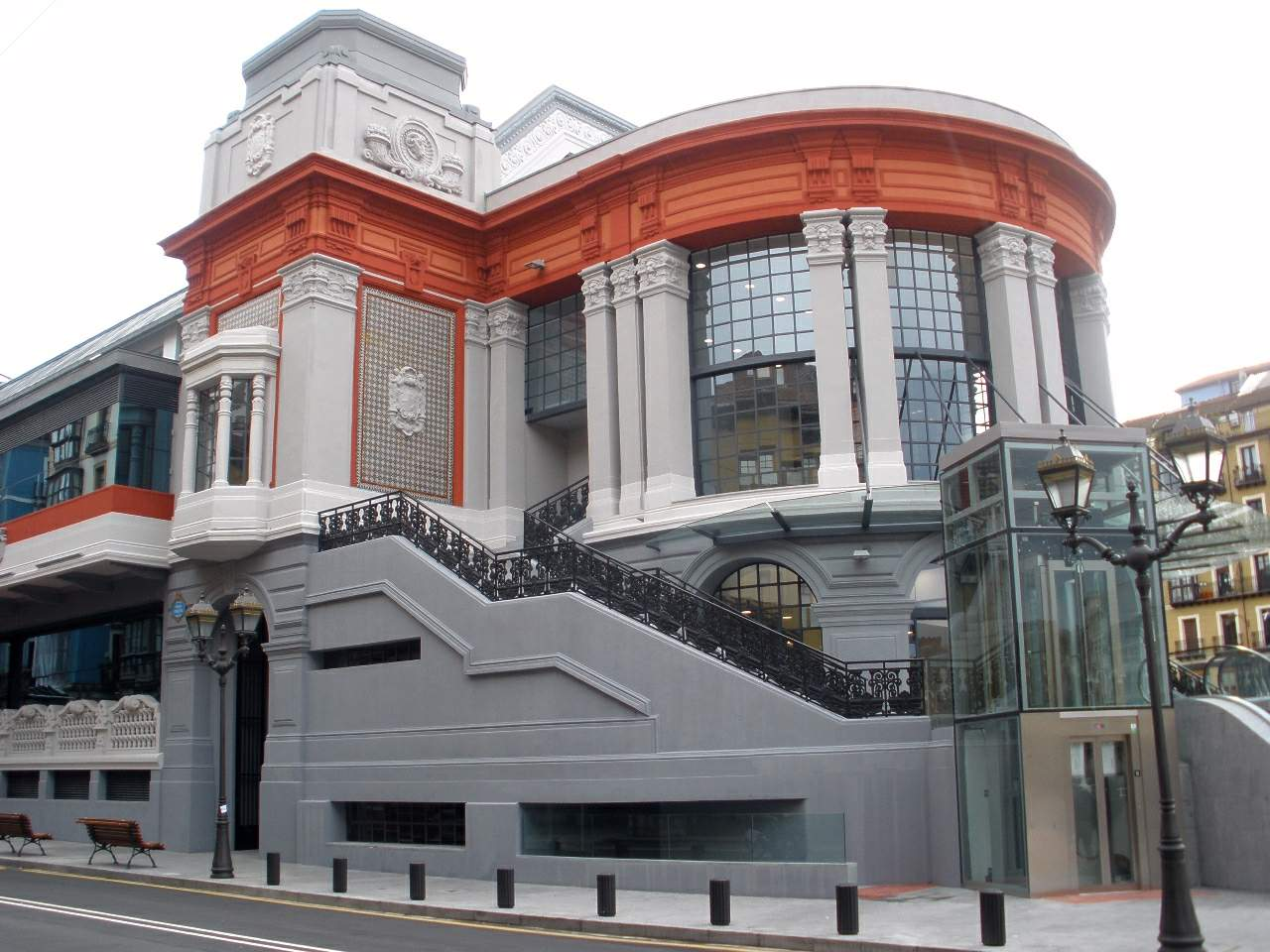
リベラ市場
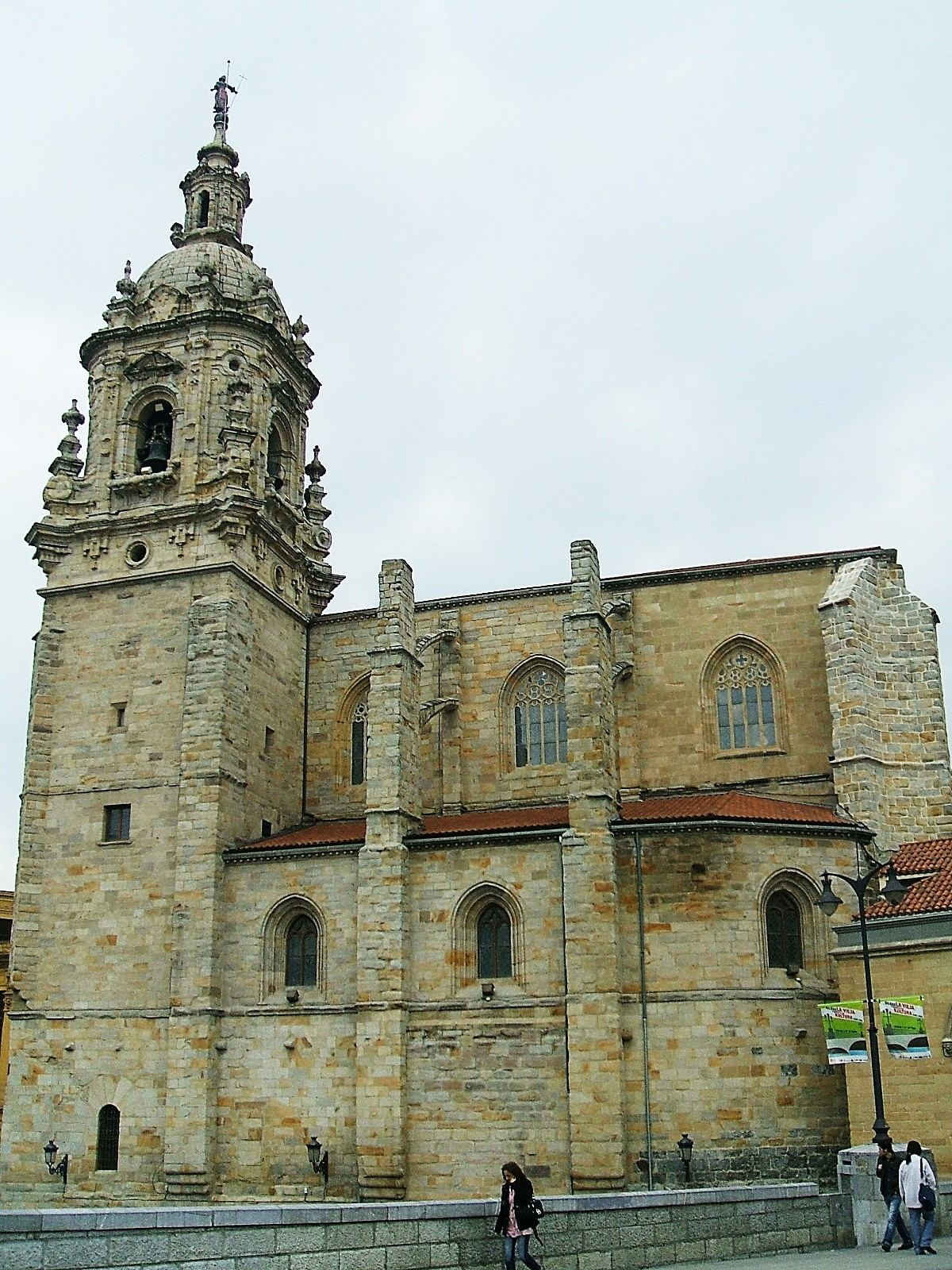
サン・アントン教会
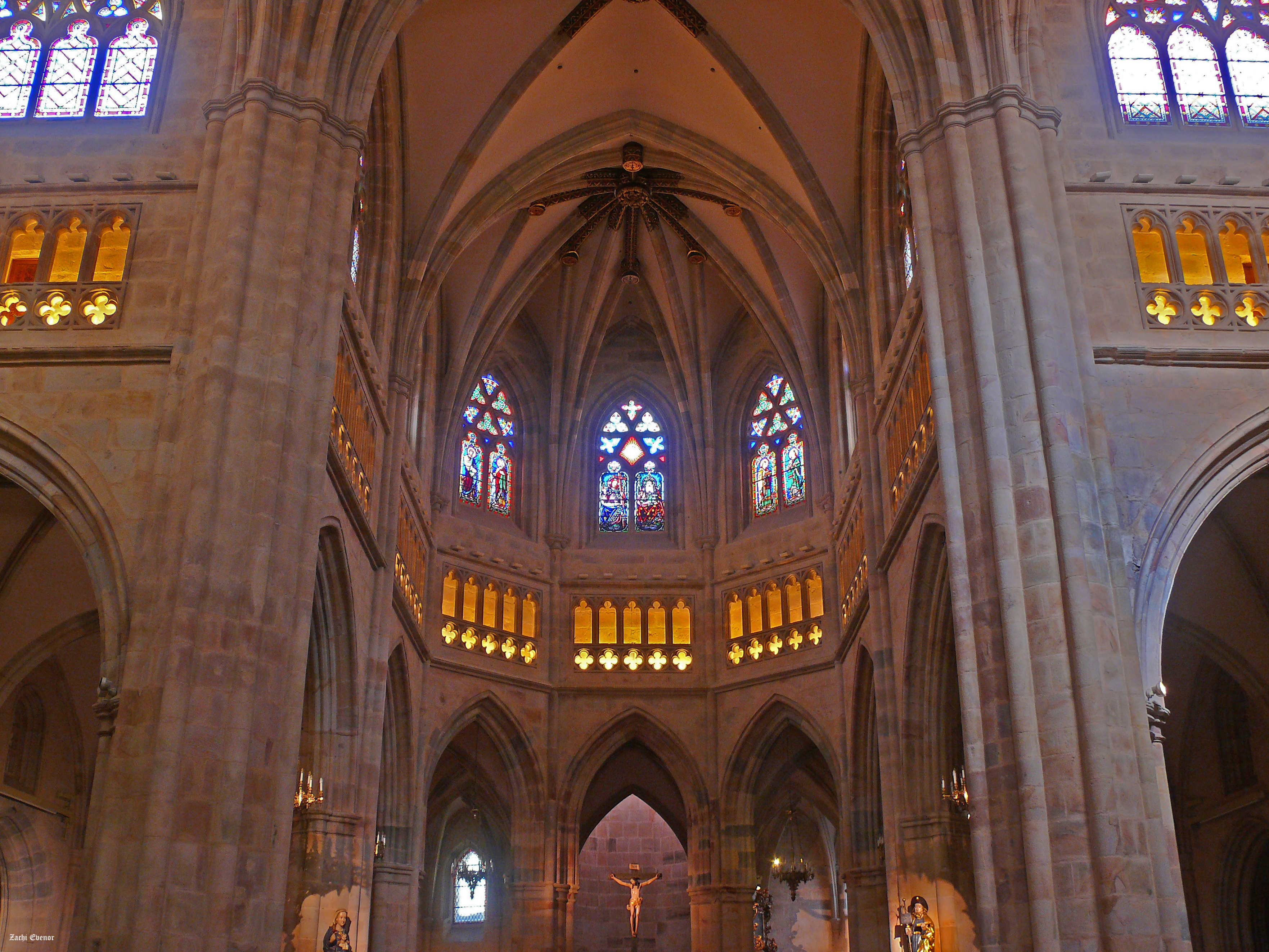
ビルバオ大聖堂（内部）

## 文献
- Tusell Gómez, Javier (2004). Bilbao a través de su Historia. Bilbao. p. 212. ISBN 84-95163-91-8